# Estatística bayesiana

Ícone representando estatística bayesiana.

A estatística bayesiana é uma teoria no campo da estatística baseada na interpretação bayesiana da probabilidade, na qual a probabilidade expressa um grau de convicção em um evento. O grau de convicção pode ser baseado no conhecimento prévio sobre o evento, como os resultados de experimentos anteriores, ou em convicções pessoais sobre o evento. Isso difere de várias outras interpretações de probabilidade, como a interpretação frequentista que vê a probabilidade como o limite da frequência relativa de um evento após muitas tentativas.
Os métodos estatísticos bayesianos usam o teorema de Bayes para calcular e atualizar probabilidades após a obtenção de novos dados. O teorema de Bayes descreve a probabilidade condicional de um evento com base em dados, bem como informações anteriores ou convicções sobre o evento ou condições relacionadas ao evento. Por exemplo, na inferência bayesiana, o teorema de Bayes pode ser usado para estimar os parâmetros de uma distribuição de probabilidade ou modelo estatístico. Como a estatística bayesiana trata a probabilidade como um grau de convicção, o teorema de Bayes pode atribuir diretamente uma distribuição de probabilidade que quantifica a convicção ao parâmetro ou conjunto de parâmetros.

## História
A estatística bayesiana recebeu o nome de Thomas Bayes, que formulou um caso específico do teorema de Bayes em um artigo publicado em 1763. Em vários artigos desde o final do século 18 até o início do século 19, Pierre-Simon Laplace desenvolveu a interpretação bayesiana da probabilidade. Laplace usou métodos que agora seriam considerados bayesianos para resolver uma série de problemas estatísticos. Muitos métodos bayesianos foram desenvolvidos por autores posteriores, mas o termo não era comumente usado para descrever tais métodos até a década de 1950. Durante grande parte do século 20, os métodos bayesianos foram vistos de forma desfavorável por muitos estatísticos devido a considerações filosóficas e práticas. Muitos métodos bayesianos exigiam muita computação para serem concluídos, e a maioria dos métodos amplamente usados durante o século baseava-se na interpretação frequentista. No entanto, com o advento de computadores poderosos e novos algoritmos como a cadeia de Markov Monte Carlo, os métodos bayesianos tiveram um uso crescente nas estatísticas no século XXI.